# Misha Latuhihin
Misha Jonas Emanuel Latuhihin (Nimegue, 26 de dezembro de 1970) é um ex-jogador de voleibol neerlandês que representou o seu país nos Jogos Olímpicos de 1996, em Atlanta.
Latuhihin era o substituto de Peter Blangé na Seleção Neerlandesa que conquistou a medalha de ouro ao derrotar a Itália na final por 3 sets a 2.